# 索洛維茨基隔離營
索洛維茨基隔離營（Solovetsky Lager' Osobogo Naznachenia SLON），是蘇聯於1923年在俄羅斯白海的索洛韋茨基群島成立的監獄營，作為蘇聯關押反布爾什維克黨的社會革命黨的地方。
起初，無政府主義者，孟什維克黨人和社會革命黨人在這裡享有特殊地位，並沒有工作。老一輩（祭司，紳士，白軍）的囚徒逐漸加入，守衛和普通罪犯共同合作，保持“政治”秩序正常。
索尔仁尼琴把索洛維茨基稱為古拉格之母，直到二十世紀二十年代後期才將這個集中營稱為集中營，當時整個系統採用了委婉語“矯正勞改營”。從1923年到1939年發往索洛維茨基關閉的囚犯的確切人數是未知數。估計範圍在幾千到幾萬之間。索爾仁尼琴認為，在1923年，索洛維茨基有“不超過3000人”的囚犯;到1930年，這個數字已經躍升到“大約50000人”，另外還有30000人在附近的凱姆中繼營。

## 從修道院到勞改營
歷史上，索洛維茨基群島是著名的俄羅斯東正教索洛維茨基修道院的地點。它是經濟活動的中心，有三百多名僧侶，也是俄羅斯北方海軍的前哨，在“混亂時代”，“克里米亞戰爭”和俄國內戰期間排斥了外來襲擊事件。
列寧1923年11月3日的未公佈的法令導致修道院建築轉變為“索洛維奇特別營”，成為蘇聯第一個強迫勞動營，作為整個古拉格系統的原型。
1925年，一名名叫索泽科·马尔扎戈夫的囚犯越狱成功，逃到了芬兰，后在英国出版了相关书籍《地狱岛》（An Island Hell）。
在1926年，索洛維茨基隔離營變成了監獄，部分是因為幾乎不可能逃脫的島嶼地點條件，部分原因是修道院曾經被俄羅斯帝國政府當政治監獄使用。囚犯的待遇在西歐和美國受到很多批評。 經過清理後，蘇聯政府邀請無產階級作家高爾基參觀營地，企圖抵制這一批評，並撰寫了一篇非常有利的文章，讚美這個島嶼的美麗性質。

## 白海-波羅的海運河
在20世紀30年代初期，許多營中犯人也被派遣參與白海-波羅的海運河工程。
在大整肅期間，超過9,500名政治鎮壓的受害者是在1937年8月11日至1938年12月24日期間被槍殺，並埋葬在附近的桑达莫克。超過一千個囚犯在轉移到大陸途中溺水而死，作為整肅的一部分，1,111名囚犯在1937年11月的四天內被處決。
監獄在1939年關閉，因為它離芬蘭邊界太近，第二次世界大戰即將到來，這些建築物被改造成一個海軍基地。

## 世界遺產地點
1989年，在島上的博物館中增加了一個永久展覽“索洛維茨基特別營地”，這是蘇聯第一個專門針對古拉格的展覽。那年的六月，在島上舉行了第一屆“政治壓迫受害者紀念日”。此事件將在隨後的八月舉行。
在1992年，東正教重建了修道院，這是該組合被列入教科文組織世界遺產名錄的一年。2015年，俄羅斯維權人士指責當局企圖「逐步消除勞教所的痕跡」。